# Пасинок
Па́синок, іноді па́серб — нерідний син одного з членів подружжя, який доводиться рідним іншому.
Слово пасинок утворене за допомогою приставки *pa від «син» (прасл. *synъ), а пасерб — від *серб (прасл. sьr̥bъ). Походження останнього слова неясне, його пов'язують з дієсловом сьорбати («той, що сьорбає, ссе»), а також з «сябер».
Нинішній чоловік/дружина рідних батьків, є по відношенню до пасинка вітчимом або мачухою (залежно від статі) і не має щодо нього батьківських прав, ні батьківських обов'язків, поки не усиновить пасинка. Усиновити можна тільки в тому випадку, якщо його справжній батько або помер, або позбавлений батьківських прав рішенням суду, або відмовився від нього сам, добровільно.
Як правило, проживає однією сім'єю з тим із подружжя, хто є для нього рідним батьком (матір'ю), та мачухою (вітчимом).
Пасинок — чоловічий відповідник поняття «пасербиця».
У рослинництві «пасинками» називають бічні пагони деяких рослин.